# Виктор Царов
Виктор Григоријевич Царов (2. јун 1931 — 2. јануар 2017) бивши је руски фудбалер. Са репрезентацијом Совјетског Савеза, освојио је прво Европско првенство — 1960.

## Каријера
Током каријере играо је за московски Динамо (1954–1966). Одиграо је 12 утакмица за фудбалску репрезентацију СССР-а, и учествовао је на Светском првенству 1958. као и на првом Купу европских нација — 1960. где су Совјети били прваци.
Након пензионисања, постао је фудбалски менаџер. До 2008. године био је председник управног одбора ФК Динамо Москва.
Царов је умро у Москви 2. јануара 2017. године у 85. години живота.